# Агаларов, Ильяс-бек
Ильяс-бек Аллахьяр-бек оглы Агаларов (азерб. İlyas bəy Allahyar bəy oğlu Ağalarov; 7 июня 1860 — 18 марта 1913) — российский военный деятель, полковник. Происходил «из дворян города Гянджи».

## Биография
Ильяс-бек Агаларов родился 7 июня 1860 года в Елизаветполе, во влиятельной бекской семье. Общее образование получил во 2-й Московской военной гимназии.
Военную службу начал 1 сентября 1879 года юнкером рядового звания в Павловском военном училище. 8 августа 1881 года выпущен подпоручиком в 13-й лейб-гренадерский Эриванский Его Величества полк.
10 мая 1883 года Ильяс-бек Агаларов был переведён в 3-й Кавказский сапёрный батальон Кавказской сапёрной бригады. 8 августа 1885 года произведён был в поручики. C октября 1892 года по ноябрь 1894 года командовал ротой. C 1 августа 1894 года штабс-капитан. Через четыре года, 1 августа 1898 года произведён в капитаны.
Участник русско-японской войны. 26 июня 1904 года произведён в подполковники с назначением в 1-ю Восточно-Сибирскую военно-телеграфную роту вновь сформированного Восточно-Сибирского телеграфного батальона. Газета «Тарджуман» в июне 1904 года сообщала: «Капитан-фортификатор Ильяс бек Агаларов в присвоенном ему новом звании подполковника отправляется на Дальневосточный фронт. Представитель знатного дворянского рода, Ильяс бек Агаларов, получив отличное военное образование, стал также видным специалистом в области электротехники. Его военная биография, жизнь и звание рождают чувство гордости у каждого живущего в России мусульманина».
Вернувшись из Порт-Артура, подполковник Ильяс-бек Агаларов продолжил службу во 2-м Кавказском сапёрном батальоне 2-го Кавказского армейского корпуса. С 1911 года полковник (старшинство с 6 декабря 1910 года).
18 марта 1913 года полковник Ильяс-бек Агаларов погиб от внезапно разорвавшегося снаряда. Похоронен в Гяндже, во дворе мечети Имамзаде.

## Награды
- Орден Святой Анны 3-й степени (1893)
- Орден Святого Станислава 2-й степени (1901)
- Орден Святого Владимира 4-й степени с мечами и бантом (1906)
- Орден Святой Анны 2-й степени с мечами